# Viewpoint Snøhetta
 (mars 2023).
Le Viewpoint Snøhetta est un pavillon du centre norvégien des rennes sauvages réalisé en 2011 par la firme d'architectes norvégienne Snøhetta. Il se situe dans le village de Hjerkinn au cœur de la chaîne de montagnes de Dovrefjell, qui sépare le sud et le nord de la Norvège. Situé à 1 200 mètres au-dessus de la mer, il faut faire une randonnée de 1,5 km pour atteindre le pavillon. Cette réalisation est une commande de la Norwegian Wild Reindeer Foundation afin d’avoir un lieu d’arrêt pour leurs tours éducatifs.

## Description du pavillon
Le projet se caractérise par une boîte  rigide en acier de 90 m2 et un intérieur aux formes organiques en bois. Il y a donc une opposition entre ambiance froide et chaude. L’acier a été choisi, car il rappelle les métaux contenus dans le sol environnant. La baie vitrée offre une vue panoramique sur le sud de la chaîne. La porte menant à l’intérieur est dissimulée entre les deux murs de bois. L’érosion des montagnes du paysage environnant a inspiré la forme fluide. Le bois est marqué de rainures sur le long, rappelant la fraiseuse utilisé pour sa coupe.

## Conception
La conception de ce bâtiment n’a requis aucune exploration formelle, elle ne s’est faite à partir de dessins à main levée. Snøhetta a commencé par de la modélisation 3D à l’aide des logiciels Rhinoceros 3D et du logiciel d’image de synthèse Autodesk Maya. Ensuite, les prototypes ont été réalisés avec une imprimante 3D de poudre composite à base de gypse. Retravaillées à la main, les modèles tests sont scannés et retouchés à l’ordinateur. La conception a alterné constamment entre modélisation virtuelle et physique.
Après le choix d’une forme définitive, il y a eu la réalisation d’une maquette à l’échelle 1:50. Taillée dans le chêne à l’aide d’une fraiseuse maniée par un robot Kuka à 7 axes, elle a ensuite subi le même processus de retouche à la main par les architectes.

## Réalisation
Une fraiseuse à 5 axes a été employée pour la coupe du bois. Le modèle fourni a été divisé sur sa longueur en carrés de 10 pouces, correspondant à la taille des billots de bois. Assemblées à l’aide de chevilles de bois les trois parties résultantes ont été transportées et montées sur le site. Le bois à la surface du mur extérieur a été traité à la résine de pin, et le bois de la face intérieure a été huilé. Ces deux méthodes de traitement sont traditionnelles. Le tout est posé sur une base qui surélève la forme.

## Récompense
Ce pavillon a remporté en 2011 le World Architecture Festival pour la catégorie display .